# Großsteingrab Roggow
Das Großsteingrab Roggow war eine megalithische Grabanlage der jungsteinzeitlichen Trichterbecherkultur bei Roggow, einem Ortsteil von Rerik im Landkreis Rostock (Mecklenburg-Vorpommern). Es wurde um 1822 durch Zufall aufgedeckt und vor seiner Zerstörung untersucht.

## Lage
Das Grab befand sich bei Roggow am Salzhaff, am Fuß einer südost-nordwestlich verlaufenden Hügelkette.

## Beschreibung
Über die Architektur des Grabes liegen keine näheren Angaben vor. Es wird lediglich als „eine große Begräbnißstätte aus der Hünenzeit“ bezeichnet. Obwohl keine Steine erwähnt werden, wurde die Anlage von Ewald Schuldt und ihm folgend Hans-Jürgen Beier als Großsteingrab unbestimmbaren Typs eingeordnet. Ingeburg Nilius sah es hingegen als Flachgrab an. Die Grabkammer lag etwa 8 Fuß (ca. 2,4 m) unter der Oberfläche.
In der Mitte der Kammer lag ein ausgestrecktes menschliches Skelett. Zu beiden Seiten dieser Bestattung waren 12–16 weitere Skelette gruppiert, die alle mit dem Schädel zum mittleren Skelett orientiert waren. Einige Skelette waren recht klein. Links vom Schädel des mittleren Skeletts lagen ein Pferdeschädel und 6–7 Feuerstein-Klingen. Über dem Schädel und an den Füßen standen nicht näher beschriebene Keramikgefäße. Ansonsten wurden in der Kammer noch mehrere zerscherbte Keramikgefäße und mehrere Feuerstein-Beile gefunden. In die Sammlung des Großherzoglichen Museums, des heutigen Archäologischen Landesmuseums Mecklenburg-Vorpommern in Schwerin gelangten 1843 zwei Schädel, ein dünnblattiges Querbeil und eine Klinge. Bei Letzterer ist aber fraglich, ob sie tatsächlich aus diesem Grab stammt, da sie nach Nilius eher dem Mesolithikum zuzuordnen ist.